# Dario Cioni
Dario ("David") Cioni (Reading, 2 december 1974) is een voormalig Italiaanse wielrenner.

## Biografie
Cioni werd geboren in het Engelse Reading, daar zijn moeder Engelse is, maar hij groeide op in Italië. Hij begon zijn carrière als mountainbiker, een discipline waarin hij meerdere malen Italiaans kampioen werd, maar omdat hij niet mee naar de Olympische Spelen van Sydney mocht, besloot hij zich op het wegwielrennen te concentreren. Cioni werd prof bij Mapei, waarvoor hij wat kleinere wedstrijden won, maar brak door in 2004, zijn tweede jaar bij Fassa Bortolo. Cioni werd Italiaans kampioen in het tijdrijden, derde in de Ronde van Zwitserland en vierde in de Ronde van Italië.
Nadat hij afgestudeerd was in sportmanagement, verhuisde Cioni in de winter naar Liquigas. In zijn eerste seizoen daar werd hij dertiende in de Giro en maakte hij zijn debuut in de Ronde van Frankrijk.
In december 2011 maakte Cioni bekend te stoppen met wielrennen.

## Belangrijkste overwinningen
1997
- 3e etappe deel B Olympia's Tour

2000
- 2e etappe Ronde van Slovenië

2001
- 3e etappe GP do Minho
- Eindklassement GP do Minho

2004
- Italiaans kampioen tijdrijden, Elite

2007
- 1e etappe Ruta del Sol
- 1e etappe deel B Internationale wielerweek

## Resultaten in voornaamste wedstrijden
| Jaar | Ronde van Italië | Ronde van Frankrijk | Ronde van Spanje |
| ---- | ---------------- | ------------------- | ---------------- |
| 2000 |                  |                     | 90e              |
| 2001 |                  |                     | 35e              |
| 2002 | 29e              |                     | 55e              |
| 2003 | buiten tijd      | 79e                 |                  |
| 2004 | 4e               |                     | 52e              |
| 2005 | 13e              | 54e                 |                  |
| 2006 | 86e              |                     | 38e              |
| 2007 | 33e              | 56e                 |                  |
| 2008 |                  | 83e                 |                  |
| 2009 | 47e              |                     |                  |
| 2010 | 17e              |                     |                  |
| 2011 | 76e              |                     | 145e             |

| Jaar | Milaan-San Remo | Luik-Bast.‑Luik | Ronde van Lombardije |  | Wereldranglijsten |
| ---- | --------------- | --------------- | -------------------- |  | ----------------- |
| 2000 |                 |                 |                      |  |                   |
| 2001 |                 |                 | 48e                  |  |                   |
| 2002 |                 |                 | 44e                  |  |                   |
| 2003 |                 |                 |                      |  |                   |
| 2004 |                 | 68e             |                      |  |                   |
| 2005 |                 |                 |                      |  | 116e (UPT)        |
| 2006 |                 |                 | 93e                  |  | 99e (UPT)         |
| 2007 | 93e             |                 | 67e                  |  |                   |
| 2008 |                 |                 |                      |  |                   |
| 2009 | 126e            |                 |                      |  |                   |
| 2010 |                 |                 |                      |  | 173e (UWK)        |
| 2011 |                 |                 |                      |  |                   |

Alberati · Baffi · Ballerini · Bellini · Beltrán · Bomans · Borgheresi · Bortolami · Calzolari · Colonna · Della Santa · Di Grande · Echave · Fernández Ginés · González · Lanfranchi · Leysen · Mauleón · Museeuw  · Nardello · Nicoletti · Noè · Olano  · Peeters · Peña · Rominger · Steels · Tafi · Unzaga · Vandenbroucke · Willems · Capelle (stagiair) · Cioni (stagiair) · Induni (stagiair)
Baffi · Bartoli · Beltrán · Bettini · Bodrogi · Bramati · Chesini · Cioni · D'Amore · Faresin · Fernández Ginés · Figueras · Fornaciari · Freire  · Hoste · Hulsmans · Koehler · Lanfranchi · Leysen · McRae · Merckx · Museeuw · Nardello · Nocentini · Noè · Paolini · Peeters · Pozzato · Ratti · Rizzi · Rodriguez · Scinto · Steels · Tafi · Tani · Tonkov · van Heeswijk · Wegelius · Zanini · Cancellara (stagiair) · Petrov (stagiair) · Rogers (stagiair)
Aggiano · Baffi · Ballerini (tot 15/04) · Bartoli · Beltrán · Bettini · Bodrogi · Bramati · Cañada · Cancellara · Cheula · Cioni · D'Amore · Eisel · Fornaciari · Freire  · Garzelli · Gasparre · Horrillo · Hulsmans · Koehler · Lanfranchi · Leysen · McGrory · Nardello · Nocentini · Noè · Paolini · Petrov · Pozzato · Ratti · Rizzi · Rogers · Scinto · Sinkewitz · Steels · Tafi · Tani · Wegelius · Zanini · Zerzáň · Davis (stagiair) · Devolder (stagiair) · Willems (stagiair)
Aggiano · Baffi · Bettini · Bodrogi · Bramati · Cañada · Cancellara · Cheula · Cioni · Clerc · De Waele · Eisel · Evans · Fornaciari · Freire  · Garzelli · Gilmore · Horrillo · Hulsmans · Hunter · Martinez · McGrory · Nardello · Noè · Paolini · Petrov · Pozzato · Ratti · Rogers · Scinto · Steels · Tafi · Trampusch · Wegelius · Willems · Zanini · Davis (stagiair) · Moeravjov (stagiair)
Bartoli · Basso · Bruseghin · Cancellara · Chicchi · Cioni · de los Ángeles · Facci · Frigo · González · Hoestov · Ivanov · Kirchen · Larsson · Loda · Montgomery · Petacchi · Petito · Pozzato · Štangelj · Tosatto · Trenti · Valjavec · Velo · Zanette (tot 10/01) · Zanotti · Sánchez (stagiair)
Bruseghin · Cancellara · Chicchi · Cioni · Codol · Danielson · De Angeli · de los Ángeles · Facci · Flecha · Frigo · González · Hoestov · Kirchen · Larsson · Ongarato · Petacchi · Petito · Pozzato · Sacchi · Sánchez · Tosatto · Trenti · Vandenbroucke (tot 15/09) · Velo
Albasini ·
Andriotto · 
Bäckstedt · 
Calcagni ·
Carlström · 
Cioni ·
Cipollini (tot 30/04) ·
Colli ·
Di Luca ·
Garzelli ·
Gasparotto ·
Gerosa ·  
Ljungqvist ·
Loda · 
Mason · 
Miholjević ·
Milesi ·
Miorin ·  
Mugerli ·
Noè ·
Pagliarini ·
Pellizotti ·
Righetto ·
Sironi ·
Wegelius ·
Zanotti ·
Capecchi (stagiair) ·
Da Dalto (stagiair) ·
Di Lorenzo (stagiair)
Albasini ·
Andriotto · 
Bäckstedt · 
Calcagni ·
Capecchi ·
Carlström · 
Cioni ·
Colli ·
Curtolo ·
Da Dalto ·
Di Luca ·
Failli ·
Garzelli ·
Gasparotto ·
Kreuziger ·  
Loda · 
Miholjević ·
Milesi ·
Mugerli ·
Nibali ·  
Noè ·
Paolini ·
Pellizotti ·
Quinziato ·
Righetto ·
Spezialetti ·
Wegelius ·
Zanini ·
Basso (stagiair) ·
Fornasier (stagiair) 
Aerts · Brandt · Cioni · Cornu · Devenyns · De Vocht · Dockx · Evans · Gates · Horner · Hoste · Ingels · Jufré · Kaisen · Leukemans · Lloyd · McEwen · Mertens · Rodriguez · Roesems · Sentjens · Steels · Steurs · Van Avermaet · Van Hecke · Van den Broeck · Van Huffel · Vansevenant · Vansummeren · Zanini
Aerts · Bileka · Brandt · Cioni · Cornu · De Greef · Devenyns · De Vocht · D'Hollander · Dockx · Evans · Gardeyn · Gates · Hoste · Jacobs · Kaisen · Lloyd · McEwen · Popovytsj · Roelandts · Roesems · Sentjens · Steurs · Tjallingii · Van Avermaet · Van den Broeck · Van Huffel · Vansevenant · Vansummeren
Arvesen ·
Augustyn ·
Barry ·
Boasson Hagen ·
Calzati ·
Carlström ·
Cioni ·
Cummings · 
Downing ·
Flecha ·
Froome ·
Gerrans ·
Hayman ·
Henderson ·
Kennaugh ·
Löfkvist ·
Nordhaug ·
Pauwels ·
Portal ·
Possoni ·
Stannard ·
Sutton ·
Swift ·
Thomas ·
Viganò ·
Wiggins
Appollonio ·
Arvesen ·
Augustyn ·
Barry ·
Boasson Hagen ·
Carlström ·
Cioni ·
Cummings · 
Downing ·
Dowsett ·
Flecha ·
Froome ·
Gerrans ·
Hayman ·
Henderson ·
Hunt ·
Kennaugh ·
Knees ·
Löfkvist ·
Nordhaug ·
Pauwels ·
Possoni ·
Rogers ·
Stannard ·
Sutton ·
Swift ·
Thomas ·
Urán ·
Wiggins ·
Zandio ·
Puccio (stagiair)